# 東72線
東72線 達仁－安朔，是位於台東縣的一條鄉道，東起台東縣達仁鄉安朔村達仁，西至台東縣達仁鄉安朔村安朔。

### 路線說明
台東縣
- 達仁0k（起點， 台9線岔路）→ 安朔路 →安朔（終點）

### 歷史沿革
| 東72線歷史沿革 | 東72線歷史沿革           | 東72線歷史沿革                           |
| 年代           | 本編號沿革               | 本路線沿革                               |
| -------------- | ------------------------ | ---------------------------------------- |
| 1961年         | 空號                     | 編為 東47線（達仁鄉公所－安朔間2.340Km） |
| 1976年         | 空號                     | 路線名更為達仁－安朔，里程延長至2.351Km  |
| 1983年         | 原 東47線改編為 東72線。 | 原 東47線改編為 東72線。                 |

### 沿線設施
- 達仁鄉戶政事務所
- 達仁分駐所
- 安朔國小

### 交會公路
- 台9線